# Christensonella pachyphylla
Christensonella pachyphylla är en orkidéart som först beskrevs av Rudolf Schlechter och Frederico Carlos Hoehne, och fick sitt nu gällande namn av Szlach., Mytnik, Górniak och Smi. Christensonella pachyphylla ingår i släktet Christensonella och familjen orkidéer. Inga underarter finns listade i Catalogue of Life.